# Mehmet Ergin

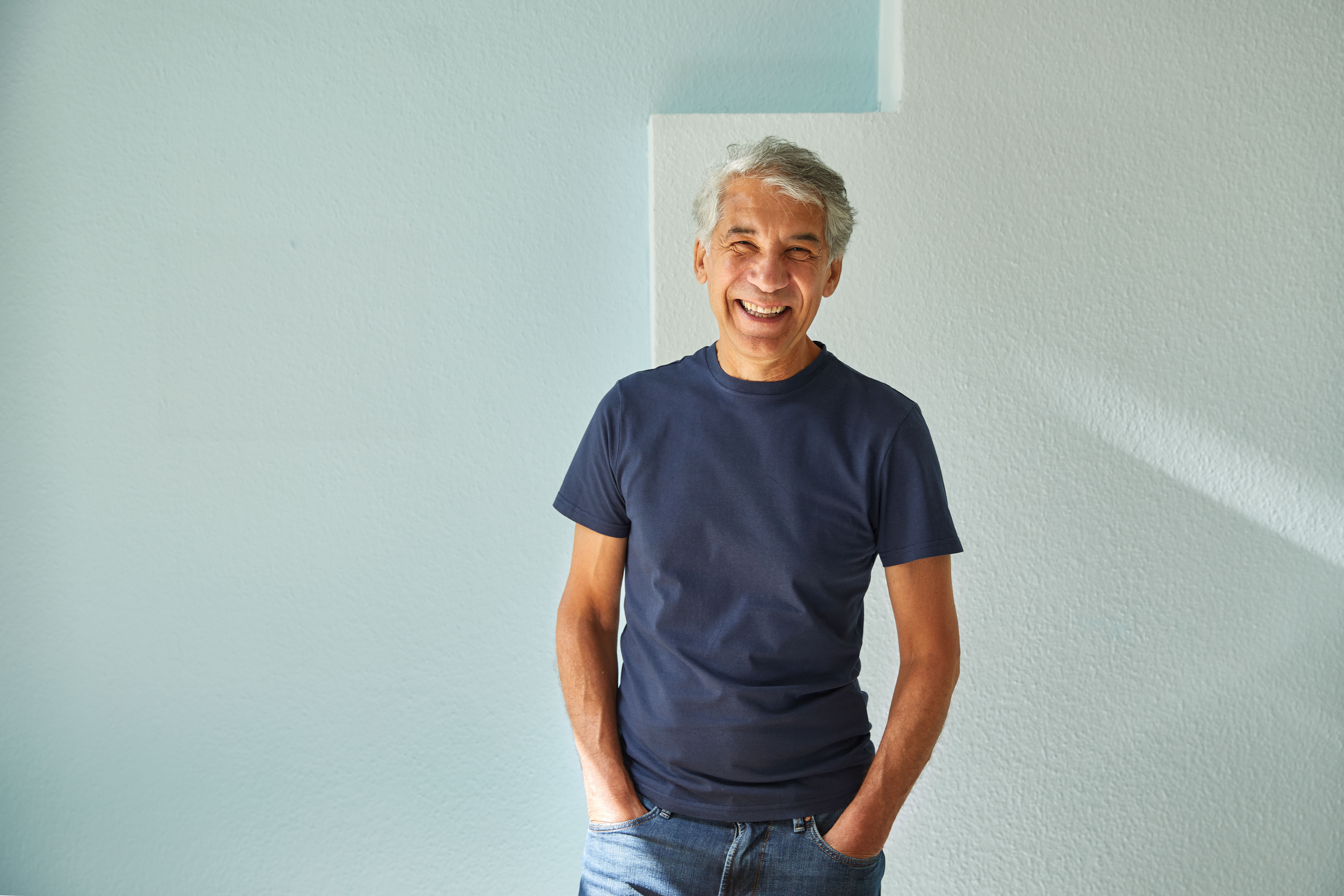
Mehmet Ergin, Hamburg 2022

Mehmet Ergin (* 1956 in Istanbul) ist ein in der Türkei geborener deutscher Gitarrist, Komponist und Musikproduzent. Größte Bekanntheit erlangten seine zahlreichen für die Werbung und als Fernsehjingles komponierten Musikstücke.

## Leben
Als Sechsjähriger kam der Sohn einer Tänzerin und eines Musikers mit seiner Familie mit der ersten türkischen Gastarbeiterwelle nach Bremen. Hier verbrachte er seine weitere Kindheit. Im jugendlichen Alter begann Ergin mit der Komposition erster eigener Melodien. Seine erste Band gründete er mit 16 Jahren. Nach dem Abitur begann Ergin zunächst ein Lehramtsstudium, entschied sich schließlich aber doch für eine Laufbahn als Berufsmusiker. Mit 23 Jahren war er bereits durch Auftritte mit Musikern wie Albert Mangelsdorff oder Joachim Kühn als Jazzgitarrist in der Szene bekannt.
Bis heute sind es weit über hundert Produktionen, an denen Ergin mitgewirkt hat. Dabei hat er unter anderem mit Künstlern wie Wolfgang Haffner, Peter Bolte, Trilok Gurtu, Zoltan Lantos, Ute Lemper, Michy Reincke und Katharina Franck zusammengearbeitet.
Früh produzierte Ergin auch selbst Musik, so 1983 das niederdeutsche Musikalbum des Kieler Duos Erichsen Must di ni agern, für das er auch einige Lieder komponierte, arrangierte und die Gitarren einspielte. 1986 gründete er dann eine Musikproduktion mit Studio in Hamburg. Im Rahmen dieser produzierte er bekannte Werbemusiken und Jingles unter anderem für Mercedes, Sparkasse, Otto-Versand und RTL2.
Sein erstes eigenständiges Album als Sologitarrist erschien mit Beyond The Seven Hills (1996). Dieses erhielt eine Echo-Nominierung im Bereich „Beste Jazzproduktion“ und rangierte lange Zeit in den Weltmusikcharts der Musikwoche.
Ergin komponiert zudem Scores für Filme und Serien, so schrieb er 2001 die Filmmusik zu Buket Alakuş Kinofilm Anam, der gleichsam auf ARTE und im ZDF zu sehen war sowie als Soundtrackalbum veröffentlicht wurde.
Im Konzertbetrieb macht sich der Gitarrist eher rar, hatte aber dennoch bemerkenswerte Auftritte, etwa beim Strings of Fire Festival im Leipziger Gewandhaus.
Mit Ergin Records gründete der Musiker 2002 sein eigenes Musiklabel, unter dem er unter anderem seine weiteren Soloalben Tales from Enchanted Gardens (2003) und The Levent Diary (2022) veröffentlichte.

## Musikstil
Ergins Musikstil ist kaum festlegbar, er bewegt sich zwischen so unterschiedlichen Bereichen wie Weltmusik, Klassik und Jazz und verarbeitet dabei sowohl Elemente westlicher als auch orientalischer Musiktradition. Frühe Arbeiten von ihm wurden bisweilen auch dem Krautrock oder Progressive Rock zugeordnet, so das 1983 in Kiel produzierte Album Must di ni agern.

## Auszeichnungen
- Nominierung des Albums Beyond The Seven Hills für den Echo im Bereich „Beste Jazz-Produktion“
- Zwei Wochen „CD der Woche“ bei Klassik Radio sowohl für Beyond The Seven Hills als auch für Tales from Enchanted Gardens